# Anabacerthia
Anabacerthia là một chi chim trong họ Furnariidae.